# Koło Szkoły (Czubrowice)
Koło Szkoły – część wsi Czubrowice w Polsce, położona w województwie małopolskim, w powiecie krakowskim, w gminie Jerzmanowice-Przeginia.
W latach 1975–1998 Koło Szkoły administracyjnie należało do województwa krakowskiego.